# Brad Renfro
Brad Renfro (Knoxville, 1982. július 25. – Los Angeles, 2008. január 15.)  amerikai színész.
11 évesen, előzetes színészi tapasztalat nélkül kapta meg Mark Sway szerepét  Az ügyfél című tárgyalótermi thrillerben. Ezt olyan filmek követték, mint az Irány a Mississippi! (1995), a Tom és Huck (1995), a Pokoli lecke (1996), a Stephen King: Az eminens (1998), a Genya (2001) és a Tétova tinédzserek (2001).
Az 1990-es évek végétől többször összeütközésbe került a törvénnyel, részben drogproblémái miatt. 2008-ban, 25 éves korában kábítószer-túladagolásban hunyt el .

## Fiatalkora és pályafutása
Knoxville-ben született, Angela Denise Olsen (McCrory) és Mark Renfro gyermekeként. Tízéves korában Renfro-t Joel Schumacher casting igazgatója, Mali Finn fedezte fel. Első filmje a John Grisham azonos című bestselleréből készült Az ügyfél volt, azóta számos mozifilmben szerepelt. Renfrónak 2003-ban született egy fia, Yamato Renfro.

## Összeütközései a hatóságokkal
1998. június 3-án Renfrót, valamint 15 éves és 19 éves unokatestvéreit letartóztatták kábítószer birtoklása miatt. Két kis zacskó kokaint találtak a cigarettásdobozában, továbbá egy zacskó marihuánát.
2000. augusztus 28-án Renfro és barátja, Harold Bond megpróbált ellopni egy jachtot Fort Lauderdale kikötőjéből. 2001 januárjában a Renfro-t két évre próbaidőre ítélték, amit kétszer is megsértett: egyszer azzal, hogy kiskorúként alkoholt fogyasztott, másodszor ittas vezetéssel, aminek eredményeképpen három hónapos rehabilitációs programon kellett részt vennie.
2005. december 22-én Renfrót a Los Angeles-i rendőrség letartóztatta, mert heroint fogyasztott. A megbilincselt színész a Los Angeles Times címlapján szerepelt. Renfro bevallotta a nyomozóknak, hogy heroint és metadont használ. A bíróság előtt bűnösnek vallotta magát és három év próbaidőre ítélték. 
2007 júniusában megállapítást nyert, hogy Renfro megsértette a próbaidőszakot azzal, hogy nem vett részt hosszú távú kábítószer-kezelési programon. A bíró figyelmeztette, ha még kétszer megsérti a próbaidőt, akkor börtönbe kerül.

## Halála és emlékezete
2008. január 15-én a 25 éves színészt holtan találták Los Angeles-i otthonában. 2008. január 22-én temették el, szülővárosától Knoxville-től északra, Blaine közösségében. 2008. február 8-án a Los Angeles-i halottkém a halál okának herointúladagolást jelölt meg.
Renfro egykori szobatársa, Mark Foster, a Foster the People nevű zenekar énekese "Downtown" címmel egy dalt írt Renfrónak. James Franco 2012-ben a jobb vállára tetováltatta a „Brad” szót, Renfro keresztnevét.

## Filmográfia
| Év   | Magyar cím               | Eredeti cím                      | Szerep                    | Magyar hang          |
| ---- | ------------------------ | -------------------------------- | ------------------------- | -------------------- |
| 1994 | Az ügyfél                | The Client                       | Mark Sway                 | Hamvas Dániel        |
| 1995 | Irány a Mississippi!     | The Cure                         | Erik                      | Benedikty Marcell    |
| 1995 | Irány a Mississippi!     | The Cure                         | Erik                      | Előd Álmos           |
| 1995 | Irány a Mississippi!     | The Cure                         | Erik                      | Baráth István        |
| 1995 | Tom és Huck              | Tom and Huck                     | Huckleberry Finn          |                      |
| 1996 | Pokoli lecke             | Sleepers                         | Michael Sullivan fiatalon | Molnár Levente       |
| 1997 | Hazudozni Amerikában     | Telling Lies in America          | Karchy "Chucky" Jonas     | Fekete Zoltán        |
| 1998 | Stephen King: Az eminens | Apt Pupil                        | Todd Bowden               | Morassi László       |
| 1999 |                          | 2 Little, 2 Late                 | Jimmy Walsh               |                      |
| 2000 |                          | Herschel Hopper: New York Rabbit | Tanner                    |                      |
| 2000 | Családi tótágas          | Skipped Parts                    | Dothan Talbot             |                      |
| 2001 | Genya                    | Bully                            | Marty Puccio              | Simonyi Balázs       |
| 2001 | Tétova tinédzserek       | Ghost World                      | Josh                      | Moser Károly         |
| 2001 | Boldog kempingezők       | Happy Campers                    | Wichita                   | Ember Márk           |
| 2001 | Fűvel-fával              | Tart                             | William Sellers           |                      |
| 2001 |                          | The Theory of the Leisure Class  | Billy                     |                      |
| 2002 |                          | American Girl                    | Jay Grubb                 |                      |
| 2002 | A drog pokla             | Deuces Wild                      | Bobby                     | Simonyi Balázs       |
| 2003 | Gyilkosság másodállásban | The Job                          | Troy Riverside            | Hevér Gábor          |
| 2004 |                          | Mummy an' the Armadillo          | Wyatte                    |                      |
| 2005 | Amerikai álom            | Hollywood Flies                  | Jamie                     | Simonyi Balázs       |
| 2005 | A fiók                   | The Jacket                       | Az idegen                 |                      |
| 2006 | Véres utcák              | 10th and Wolf                    | Vincent                   | Hevér Gábor          |
| 2008 | Az informátorok          | The Informers                    | Jack                      | Csík Csaba Krisztián |

### Televízió
| Év   | Magyar cím                       | Eredeti cím                  | Szerep          | Megjegyzések       |
| ---- | -------------------------------- | ---------------------------- | --------------- | ------------------ |
| 2000 |                                  | Teacher's Pet                | Miles (hangja)  | 1 epizód           |
| 2003 |                                  | Citizen Tony                 | Thoren (hangja) | rövidfilm          |
| 2006 | Esküdt ellenségek: Bűnös szándék | Law & Order: Criminal Intent | Duane Winslow   | 1 epizód (5. évad) |

## Fordítás
- Ez a szócikk részben vagy egészben  a   Brad Renfro című angol Wikipédia-szócikk ezen változatának fordításán alapul.  Az eredeti cikk szerkesztőit annak laptörténete sorolja fel. Ez a jelzés csupán a megfogalmazás eredetét és a szerzői jogokat jelzi, nem szolgál a cikkben szereplő információk forrásmegjelöléseként.